# Paolo Dall’Oglio
Paolo Dall’Oglio SJ (ur. 17 listopada 1954 w Rzymie) – włoski jezuita, odnowiciel Klasztoru św. Mojżesza Abisyńskiego w An-Nabk w Syrii, zaginął 29 lipca 2013 roku.

## Życiorys
Urodził się w Rzymie 17 listopada 1954 roku. W 1975 wstąpił do jezuitów. Po studiach we Włoszech kontynuował naukę w Bejrucie. Po odkryciu pozostałości Klasztoru św. Mojżesza Abisyńskiego w An-Nabk w Syrii, rozpoczął jego odbudowę. W 1984 przyjął święcenia kapłańskie w katolickim rycie antiocheńskim. W 1992 w klasztorze w An-Nabk założona została wspólnota ekumeniczna „al-Khalil”, promująca dialog chrześcijańsko-muzułmański. W 2009 o. Dall'Oglio otrzymał tytuł doktora honoris causa Uniwersytetu w Louvain. Jezuita współpracował z wydawanym przez swój zakon we Włoszech periodykiem „Popoli”. Po publikacji artykułu dotyczącego aktualnej polityki w Syrii w 2011 roku, Dall'Oglio otrzymał nakaz opuszczenia kraju. Po opublikowaniu listu otwartego, skierowanego do Kofiego Annana, jezuita opuścił Syrię 12 czerwca 2012 roku. W tym samym roku Paolo Dall'Oglio uhonorowany został włoską nagrodą pokojową „Premio per la Pace”, przyznawaną w Lombardii. Gdy w 2013 jezuita powrócił do Syrii w okolice Rakki, znajdującej się w rękach rebeliantów, został porwany 29 lipca. Przedstawiciele rządu włoskiego nie byli w stanie potwierdzić, czy Dall'Oglio żyje. W 2016 zakonnik otrzymał włoską nagrodę „Premio Nazionale Cultura della Pace”. W lutym 2019 londyński „The Times” podał informację, że wycofujący się wojownicy Państwa Islamskiego proponowali wymianę przetrzymywanych porwanych, wśród których miał być również o. Dall'Oglio.
W 2015 w Polsce ukazała się książka o Paolo Dall’Oglio i jego wspólnocie, napisana przez jezuitę Zygmunta Kwiatkowskiego – Życie między pustyniami: Mar Musa Al Habashi.